# ハルシャーニ・ティボール
ハルシャーニ・ティボール（ハンガリー語: Harsányi Tibor、1898年6月27日 - 1954年9月19日）は、ハンガリーの生まれのフランスの作曲家。

## 経歴
1998年、ハンガリー・カニジャで生まれた。ブダペストでコダーイ・ゾルターンに師事し、その後ヴェネツィア、ベルリン、アムステルダムなどでピアニスト、指揮者、作曲家として活動した。
1923年よりパリに居住し、ボフスラフ・マルティヌー、アレクサンドル・タンスマン、マルセル・ミハロヴィチ、アレクサンドル・チェレプニンら各国からパリにやってきた作曲家たちとともに「エコール・ド・パリ」を結成した。チェレプニンが主催した日本人対象の管絃楽作曲コンクール「チェレプニン賞」では審査員を務めた（第1席は伊福部昭《日本狂詩曲》、次席は松平頼則《パストラール》）。
作品には管弦楽曲、協奏曲、バレエ、歌曲、オペラ、室内楽曲、ピアノ曲などがあり、ハンガリーの民謡とジャズのリズムを融合させた色彩的な作風が特徴である。

## 文献
- Arthur Hoérée "Tibor Harsányi" article in The New Grove Dictionary of Music and Musicians ed. Stanley Sadie; London: Macmillan, 1980